# Rękoszczurek
Rękoszczurek (Chiromyscus) – rodzaj ssaków z podrodziny myszy (Murinae) w obrębie rodziny myszowatych (Muridae).

## Rozmieszczenie geograficzne
Rodzaj obejmuje gatunki występujące w Azji Południowej i Południowo-Wschodniej.

## Morfologia
Długość ciała (bez ogona) 135–180 mm, długość ogona 154–233 mm, długość ucha 18–22 mm, długość tylnej stopy 27–33 mm; masa ciała 58–98 g.

## Systematyka
Rodzaj zdefiniował w 1925 roku angielski zoolog Oldfield Thomas w artykule zatytułowanym „Ssaki odłowione przez pana Herberta Stevensa podczas wyprawy Sladen-Godman do Tonkinu”, opublikowanym w czasopiśmie Proceedings of the Zoological Society of London. Gatunkiem typowym jest (oryginalne oznaczenie) rękoszczurek indochiński (Ch. chiropus).

### Etymologia
Chiromyscus: gr. χειρ kheir, χειρος kheiros ‘dłoń, ręka’; μυσκος muskos ‘myszka’, zdrobnienie od μυς mus, μυος muos ‘mysz’.

### Podział systematyczny
Do rodzaju należą następujące gatunki:
| Grafika | Gatunek                | Autor i rok opisu                  | Nazwa zwyczajowa         | Podgatunki         | Rozmieszczenie geograficzne | Podstawowe wymiary                            | Status IUCN |
| ------- | ---------------------- | ---------------------------------- | ------------------------ | ------------------ | --- | --------------------------------------------- | ----------- |
|         | Chiromyscus chiropus   | (O. Thomas, 1891)                  | rękoszczurek indochiński | gatunek monotypowy | wschodnia Mjanma i południowy Wietnam; granice zasięgu nieznane | DC: 13,8–16 cm DO: 20–23 cm MC: brak danych   | LC          |
|         | Chiromyscus langbianis | (H.C. Robinson & Kloss, 1922)      | białobrzuch nadrzewny    | gatunek monotypowy | północno-wschodnie Indie, Mjanma, północna i zachodnia Tajlandia, Laos, Wietnam, północno-wschodnia i południowo-zachodnia Kambodża oraz jeden zapis z południowo-środkowej Chińskiej Republiki Ludowej (Junnan); zakres wysokości: 60–2800 m n.p.m. | DC: 13,5–15,5 cm DO: 15,4–19,9 cm MC: 58–98 g | LC          |
|         | Chiromyscus thomasi    | Balakirev, Abramov & Rozhnov, 2014 |                          | gatunek monotypowy | północny i środkowy Wietnam oraz północny Laos; granice zasięgu nieznane | DC: 14–18 cm DO: 20–23 cm MC: brak danych     | NE          |

Kategorie IUCN:  LC  – gatunek najmniejszej troski;  NE  – gatunki niepoddane jeszcze ocenie.